# Налбандян, Микаэл Лазаревич
Микаэ́л Ла́заревич Налбандя́н (арм. Միքայել Նալբանդյան; 2 [14] ноября 1829 — 31 марта [12 апреля] 1866) — русско-армянский писатель, поэт, литературовед, критик, публицист, философ, революционный демократ.

## Биография
Налбандян родился в Новом Нахичеване (на сегодня микрорайон города Ростов-на-Дону) в семье ремесленника.
Много занимавшийся самообразованием, он хотел стать священником, но вскоре оставил эту идею и поступил в Московский университет, где изучал медицину (1854—1858). Позже совместно со Степаном Назаряном основал влиятельный журнал «Северное сияние» («Հիւսիսափայլ», Hiusisap’ayl).
В годы первой революционной ситуации в России (1859—1861), Налбандян был одним из первых армянских писателей, стоявшим на позициях революционной демократии и воспринявших идейную пропаганду журналов «Колокол» и «Современник». Он объездил всю Европу: побывал в Варшаве, Берлине, Париже, Лондоне и Константинополе, также посетил Индию. В Константинополе Налбандян создал на базе армянского журнала «Мегу» («Пчела») тайное революционное общество под названием «Партия молодёжи». В Лондоне он знакомится с Герценом, Огарёвым, Бакуниным, Серно-Соловьевичем и другими русскими эмигрантами, участвует в обсуждении программы будущей русской революционной организации «Земля и Воля». В Памфлете «Две строки» (1861) он обозначил своё политическое кредо — посвятить жизнь делу народного освобождения. В своей главное работе «Земледелие как верный путь» (1862) он подверг уничижительной критике реформу 1861 года с позиций народнического социализма. Он считал крестьянскую революцию единственно правильным решением проблем пореформенной России.
После возвращения в Россию царское правительство арестовало Налбандяна в июле 1862 года. Он был заключён в Алексеевский равелин Петропавловской крепости. Налбандяна обвинили в антиправительственной пропаганде и распространение запрещённой литературы и в 1865 году сослали в Камышин в Саратовской губернии. Год спустя он умер там от туберкулёза. В России было запрещено хранить изображения Налбандяна. Однако его портреты, как и поэма «Свобода», распространялись нелегально.

## Идейное наследие
Лейтмотив литературного наследия Налбандяна — обновление, свобода. Его творчество находилось под влиянием современной ему европейской культуры. Налбандян публиковал работы по философии, экономике, лингвистике, педагогике. Он исповедовал идеи материализма Людвига Фейербаха и Николая Чернышевского, неустанно занимался пропагандой достижений естественных наук.
Творчество Налбандяна является важным этапом в истории армянской общественной мысли. Что касается революционной деятельности, то он пытался объединить усилия демократических сил Армении с русским освободительным движением. Налбандян, кроме всего прочего, — основоположник критического реализма в армянской литературе.
В «Путеводителе по современной армянской литературе» профессор армянского языка и литературы Геворг Барадаркян пишет: «Налбандян — честный публицист, чей живой и смелый стиль, а временами — даже грубый и высокомерный, был неизменно ироничен. И как писатель, и как журналист Налбандян всегда выступал защитником идеалов свободы и равенства, бесстрашным борцом с деспотизмом, империализмом и рабством; в понимании человеческой жизни он стоял на позициях строгого материализма; неутомимый пропагандист достижений науки, он считал сельское хозяйство важнейшим источником достижения независимости и благосостояния…». Его поэма «Песня итальянской девушки» принесла Налбандяна посмертную славу. Согласно Бардаркяну, эта поэма — с некоторыми изменениями — стала гимном современного армянского государства. Налбандян боролся за введение нового армянского литературного языка (ашхарабар) взамен древнеармянского (грабар), за что подвергся нападкам со стороны клерикалов и реакционеров.
Похоронен Налбандян в монастыре Сурб Хач (Святого креста) в Новом Нахичеване.

## Память
- Памятник Микаэлу Налбандяну был установлен в Ереване в 1965 году (скульптор Н. Б. Никогосян и архитектор Д. П. Торосян).
- Имя Налбандяна с 1921 года носит одна из центральных улиц Еревана.
- Имя Налбандяна носит улица в Пролетарском районе (бывший Нахичевань-на-Дону) города Ростова-на-Дону, где ему установлена информационная табличка.
- Имя с 1946 года носит Ленинаканский педагогический институт, который с 2016 года переименован в Ширакский государственный университет имени Микаэла Налбандяна  .
- В 2005 году в Армении была выпущена почтовая марка, посвящённая Налбандяну.

### В кинематографе
| Год  | Страна | Название                                     | Режиссёр                          |
| ---- | ------ | -------------------------------------------- | --------------------------------- |
| 1955 | СССР   | «Микаэл Налбандян»                           | Я. Кочарян                        |
| 1968 | СССР   | «Микаэл Налбандян»                           | Ерванд Манарян                    |
| 1975 | СССР   | «Микаэл Налбандян / Легенда горящего сердца» | А. Шахбазян                       |
| 1983 | СССР   | «Огонь мерцающий в ночи / Микаэл Налбандян»  | Рубен Геворкянц, Георгий Кеворков |

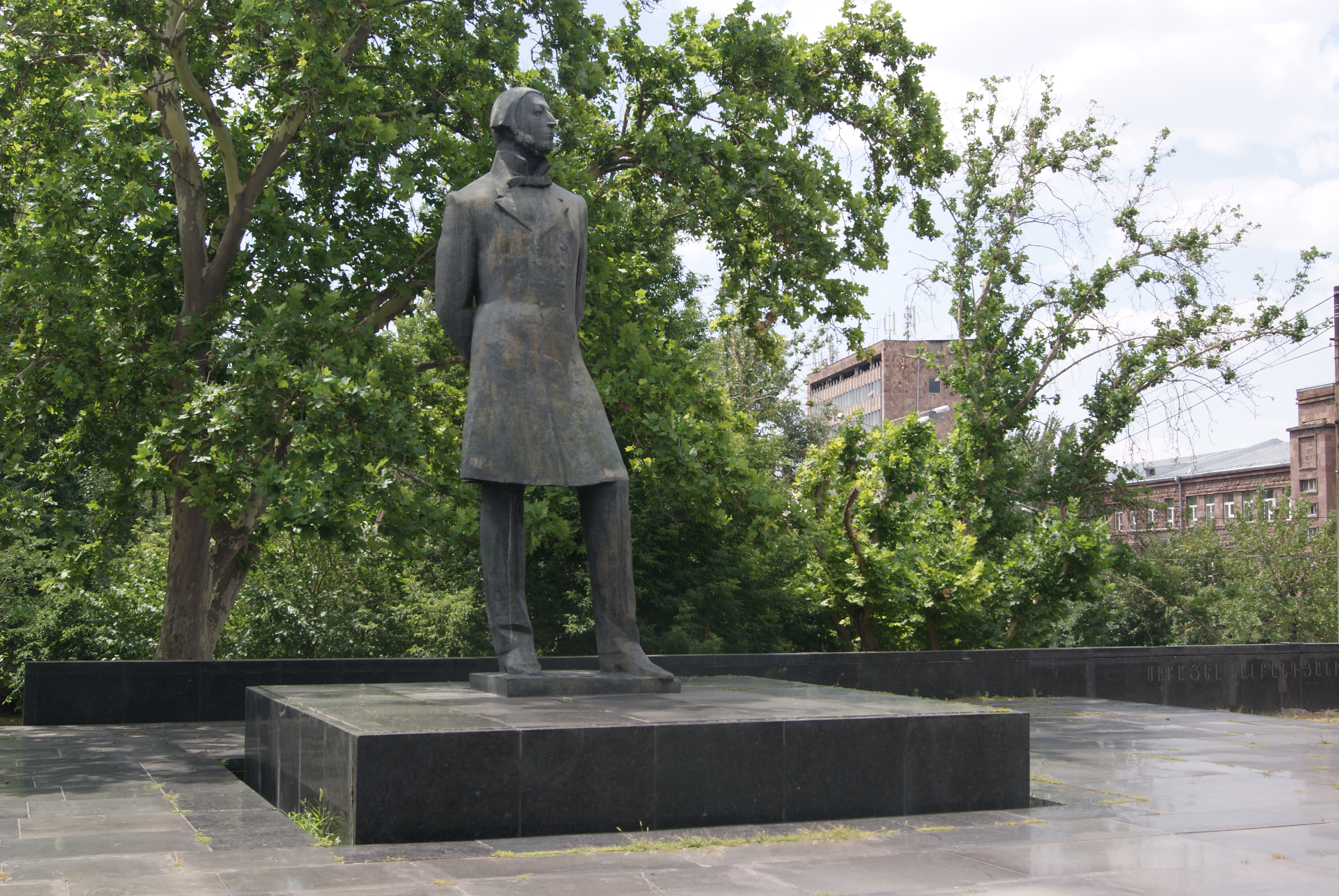
Памятник в Ереване
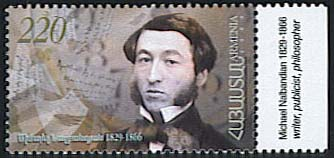
Почтовая марка Армении, 2005 год
Информационная табличка в Ростове-на-Дону

## Сочинения
- Налбандян М. Л. Избранные философские и общественно-политические произведения. — М., 1954.